# IEEE 802.20

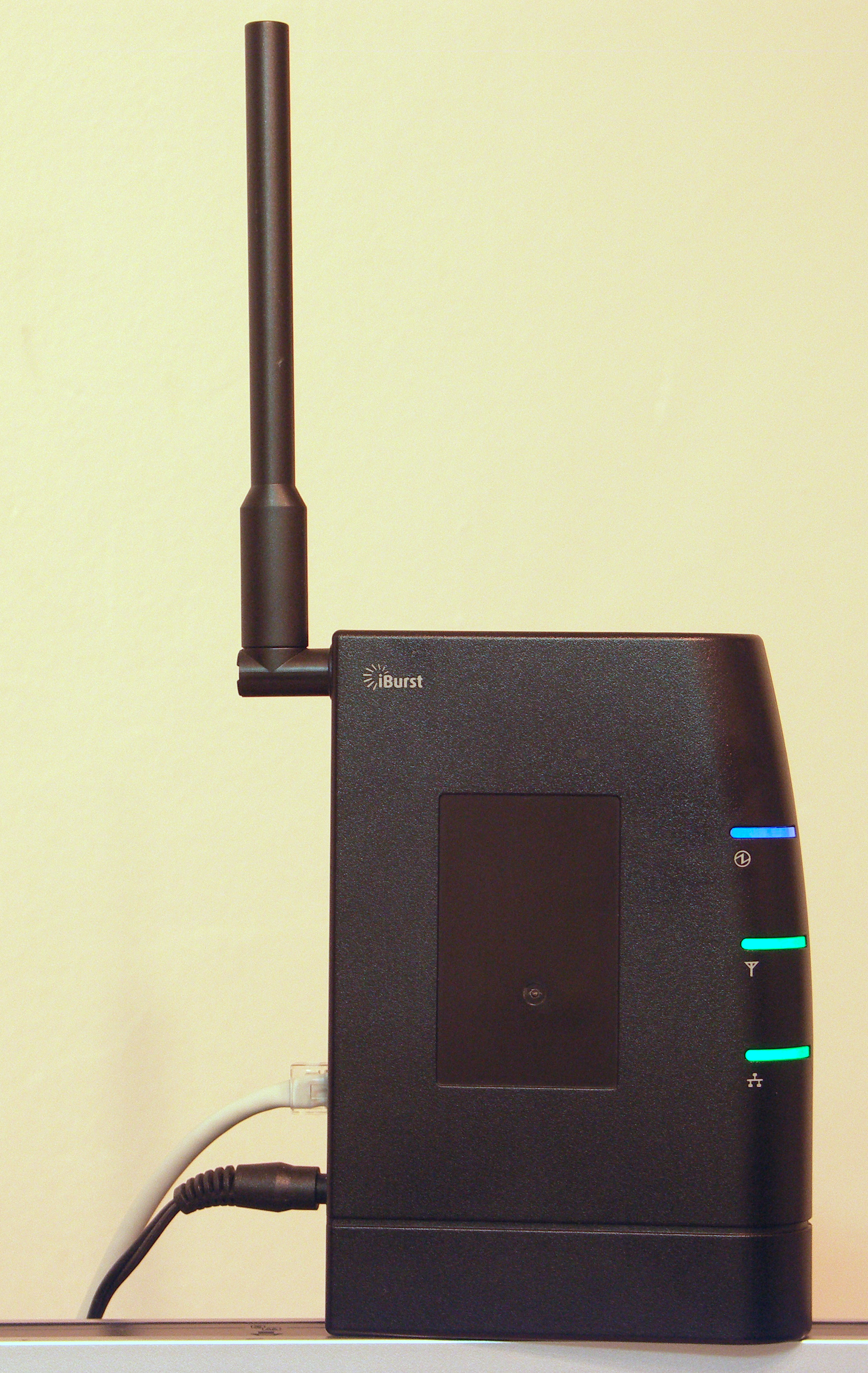
Un módem inalámbrico de escritorio de Kyocera para IEEE 802.20 proporcionando una interfaz Ethernet

IEEE 802.20 o Mobile Broadband Wireless Access (MBWA) es una especificación de la asociación estándar del Institute of Electrical and Electronics Engineers (IEEE) para redes de acceso a Internet para redes móviles. El estándar fue publicado en 2008. Actualmente, MBWA ha dejado de desarrollarse.

## Introducción
Las especificaciones de referencia propuestas estaban destinadas a especificaciones considerablemente más avanzadas que las arquitecturas móviles de la década de 2000. Se esperaba crear una norma que permitiera una red siempre activa, a bajo coste, y redes de banda ancha verdaderamente móvil, a veces apodado como MobileFi.
IEEE 802.20 se especifica de acuerdo a una arquitectura de capas, lo cual es consistente con otras especificaciones de IEEE 802. El ámbito del grupo de trabajo consistió en la capa física (PHY), control de acceso al medio (MAC), y de control de enlace lógico (LLC). La interfaz aérea operaba en bandas por debajo de 3,5 Ghz y con una velocidad de datos máxima de más de 80 Mbit/s.
Los objetivos de 802.20 y 802.16e, el llamado “WiMAX móvil”, fueron similares. Un borrador de especificación de  802.20 fue sometido a votación y aprobado el 18 de enero de 2006.
El IEEE aprobó las especificaciones físicas y de acceso al medio de 802-2008 en junio de 2008. Se encuentra disponible gratuitamente en la página web del IEEE 802.

## Descripciones Técnicas
Beneficios propuesto por la norma:
- Roaming y handoff IP (a más de 1Mbit/s).
- Nueva MAC y PHY con Ip y antenas adaptativas.
- Optimizados para una movilidad total a una velocidad de 250 km/h.
- Opera en bandas licenciadas (por debajo de 3.5 GHz).
- Utiliza una arquitectura de paquetes.
- Baja latencia.

Algunos detalles técnicos fueron:
- Anchos de banda de 5, 10 y 20 MHz
- Velocidades de datos con picos de 80 Mbits/s
- Eficiencia espectral superior a 1 bit/s/Hz usando tecnología de múltiples entradas y salidas (MIMO)
- Frecuencia de salto en capas portadoras OFDM asigna a los teléfonos cerca, intermedia, y lejana, mejorando el SNR (funciona mejor para los teléfonos SISO)
- Ayuda a bajas tasas de bits de manera eficiente, transportando hasta 100 llamadas telefónicas por MHz
- ARQ híbrido con hasta 6 transmisiones y varias opciones de intercalación
- Periodo de ranura básica de 913 microsegundos portando 8 símbolos OFDM
- Una de las primeras normas que apoyaba tanto TDM (FL, RL) y despliegues de frecuencia separada (FL, RL)

## Historia
El grupo de trabajo de 802.20 fue propuesto a raíz de los productos que utilizaban la tecnología, desarrollada originariamente por ArrayCom, denominada bajo la marca iBurst. La Alianza para Soluciones de la Industria de Telecomunicaciones adoptó iBurst como ATIS-0700004-2005. El grupo de trabajo de acceso inalámbrico de banda ancha móvil (MBWA) fue aprobado por el Consejo de normas de la IEEE el 11 de diciembre de 2002 para preparar una especificación formal de una interfaz aérea basada en paquetes diseñado para el protocolo de servicios de Internet. En su apogeo, el grupo contaba con 175 participantes.
El 8 de junio de 2006, el Consejo de Normas del IEEE ordenó que todas las actividades del grupo de trabajo 802.20 se suspendieran temporalmente hasta el 1 de octubre de 2006. La decisión se tomó a partir de las denuncias debidas a la falta de transparencia del grupo, presidido por Jerry Upton, por favorecer a la empresa Qualcomm. La medida, sin precedentes, se produjo después de que otros grupos de trabajo también fueran sido acusadas por relacionarse con grandes empresas que atentaban contra el proceso estándar. Intel y Motorola han presentado recursos, alegando que no se les dio tiempo a preparar propuestas. Estas afirmaciones fueron citadas en 2007 por una demanda interpuesta por Broadcom contra Qualcomm.
El 15 de septiembre de 2006, el Consejo de Normas del IEEE aprobó un plan para permitir que el grupo de trabajo avanzará en la realización y aprobación de la reorganización. La reunión realizada en noviembre de 2006 estuvo presidida por Arnold Greenspan. El 17 de julio de 2007, el Cómite Ejecutivo del IEEE 802, aprobó un cambio en la votación en el grupo de trabajo de 802.20. En lugar de asistir un voto por persona, cada entidad tendrá un solo voto.
El 12 de julio de 2008, el IEEE aprobó el estándar base que sería publicado. Otras normas de apoyo incluyen el IEEE 802.20.2-2010, una declaración de conformidad de protocolo, 802.20.3-2010, las características mínimas de rendimiento, una enmienda 802.20a-2012 para una Base de Información de Gestión y las correcciones de algunos, y la enmienda 802.20b-2010 para apoyar la transición.
El estándar 802.20 fue puesto en hibernación en marzo de 2011 debido a la falta de actividad. [cita requerida]
En 2004, otro grupo estándar inalámbrico fue formado como IEEE 802.22, para redes inalámbricas regionales utilizando frecuencias de las emisoras de televisión que no eran usadas. Los ensayos, como los realizados en Holanda por T-Mobile en 2004, se dieron a conocer como “pre-estándar 802.20”. Estas se basaron en una tecnología de multiplexación por división de frecuencias ortogonales conocido como FLASH-OFDM desarrollada por Flarion (desde 2006 propiedad de Qualcomm). Sin embargo, otros proveedores de servicios, adoptaron pronto el 802.16e (la versión móvil de WiMAX).
En septiembre de 2008, la Asociación de Industrias y Empresas de Radiocomunicaciones de Japón adoptó el estándar 802.20-2008 como ARIB STD-T97. Kyocera comercializa productos que soportan el estándar bajo el nombre de iBurst. En marzo de 2011, Kyocera reclamó a 15 operadores que ofrecen servicios en 12 países.